# Scandal (песня)
Это статья о песне группы «Queen». О японской поп-рок-группе см. Scandal.

«Scandal» (с англ. — «Скандал») — песня британской рок-группы Queen из альбома The Miracle. Написана Брайаном Мэем. Песня была выпущена в качестве сингла с песней «My Life Has Been Saved» на стороне «Б».

## Песня
Брайан Мэй написал эту песню под впечатлением от прессы, которая, по его словам, «доставляла ему большие проблемы» и «сделали его жизнь адом».
Песня имеет две версии — альбомную, которая была выпущена в альбоме и практически всех синглах композиции, и удлинённую, выпущенную только на 12-дюймовых пластинках и некоторых 5-дюймовых компакт-дисках. «Scandal» при жизни Меркьюри никогда не исполнялась группой вживую и не издавалась в каких-либо сборниках песен.

### Альбомная версия
Песня начинается с распевки Фредди Меркьюри. Затем появляется партия электрогитары вместе с синтезатором, а через некоторое время бас-гитары и ударных. Песня делится на четыре куплета и не имеет припевов. После третьего куплета идёт гитарное соло, которое исполнил Брайан Мэй на своей гитаре Red Special. После него некоторое время играют только Джон Дикон на бас-гитаре, Роджер Тейлор на ударных и продюсер группы Дэвид Ричардс на клавишных. Затем песня утяжеляется и исполняется четвёртый куплет, а под конец песня постепенно затихает.

### Удлинённая версия
Удлинённая версия песни является ремиксом оригинальной версии. В неё добавлены дополнительные части композиции и другая аранжировка.

### Музыкальные инструменты
- Джон Дикон — бас-гитара Fender
- Брайан Мэй — электрогитара Red Special
- Дэвид Ричардс — синтезаторы Emulator II и Korg M1
- Роджер Тейлор — ударные Ludwig

### Вокал
Вся вокальная партия была исполнена Фредди Меркьюри. Иногда добавлялись двух- и трёхголосные партии.

## Видеоклип
Видеоклип к песне сняли режиссёры Руди Долезал и Ганс Россакер. Клип снимался в студии Pinewood 27 сентября 1989 года на альбомную версию песни. Видео было выпущено в сборниках The Miracle EP и Greatest Video Hits 2.
Место действия оформлено в виде гигантской газеты под названием «National Scandal», на которой музыканты исполняют песню. Также иногда в стороне показываются актёры, играющие звёзд и фотографов. Во время гитарного соло Брайан Мэй появляется на отдельном подиуме, а вокруг него летают обрывки газет.
Кадры из видео использовались группой в клипе «The Show Must Go On».

## Позиции в хит-парадах
| Позиция | 26 | 25 | 27 | 44 |

| Позиция | 28 | 29 | 16 | 17 | 22 | 33 |